# Riyad al-Maliki

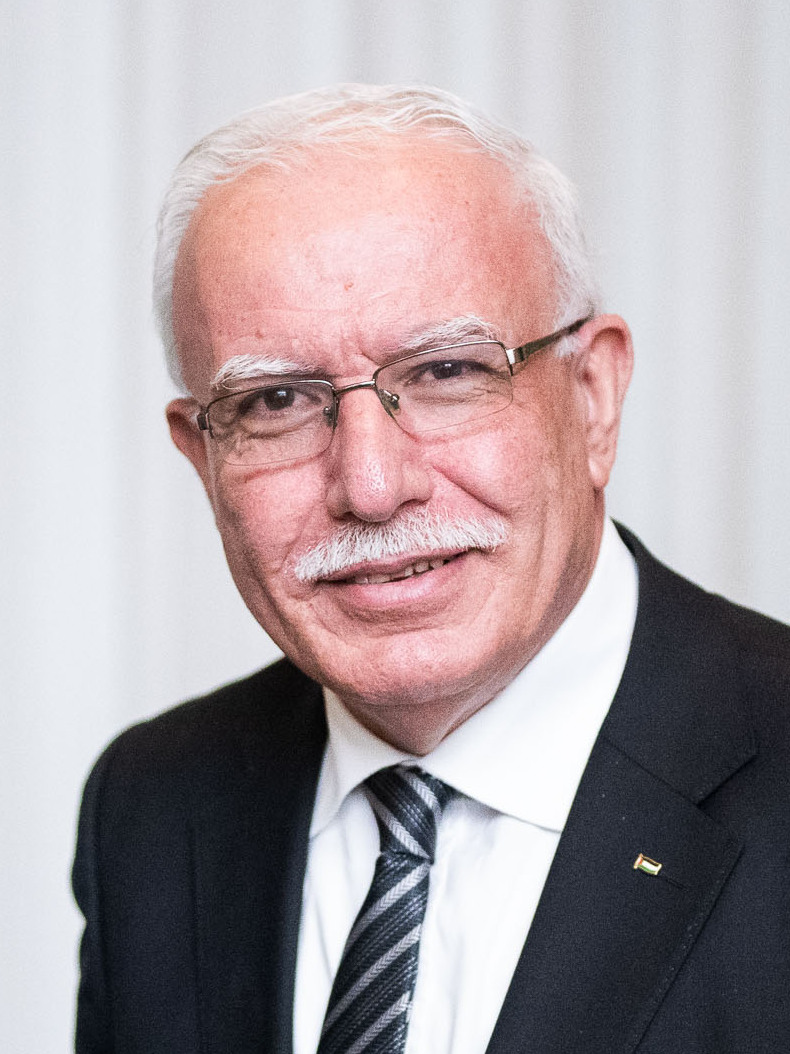
Riyad al-Maliki (2024)

Riyad al-Maliki (arabisch رياض المالكي, DMG Riyāḍ al-Mālikī; * 31. Mai 1955 in Bethlehem) ist ein palästinensischer Bauingenieur und Hochschullehrer sowie Politiker und derzeitiger Außenminister der Palästinensischen Autonomiegebiete.

## Leben
Riyad al-Maliki studierte von 1974 bis 1978 Spanisch und Bauingenieurwesen an der Päpstlichen Universität Xaveriana in Bogotá, Kolumbien, (BSc 1978). An der Polytechnic Institute of New York erwarb er einen Master (MSc 1981) und beendete sein PhD-Studium in Ingenieurwissenschaften (Transportation, Planning, and Engineering). Ab 1981 war er Professor und von 1993 bis 1996 Leiter des Fachbereichs Bauingenieurwesen an der Universität Bir Zait in Ramallah im Westjordanland und als Bauingenieur in Palästina tätig. 1989 wurde er von den israelischen Behörden verhaftet und einen Monat lang in Einzelhaft inhaftiert. Er war Gründer und Direktor der Rimal Engineering Consultancy Group und 1991 Gründer des Panorama – Center for the Dissemination of Alternative Information (später Panorama - Palestinian Center for the Dissemination of Democracy & Community Development) und dessen Gründungsdirektor.
Er engagierte sich als Sprecher der Volksfront zur Befreiung Palästinas (PFLP) in den palästinensischen Gebieten, trat jedoch aus der Partei aus, nachdem die PFLP die Osloer Abkommen verurteilt und sich geweigert hatte, an den Wahlen von 1996 teilzunehmen. Er schloss sich der palästinensischen Track II diplomacy an und war 1997 Gründungsmitglied der International Alliance for Arab-Israeli Peace in Kopenhagen. Er war Mitglied des Lenkungsausschusses des Orienthauses in Jerusalem. Er war Mitglied des World Movement for Democracy und Ratsmitglied der Pugwash Conferences on Science and World Affairs (Pugwash-Konferenzen für Wissenschaft und Weltangelegenheiten), die 1995 den Friedensnobelpreis erhielten. Zudem war er Mitglied der palästinensischen Delegation bei den Verhandlungen über den endgültigen Status, des palästinensischen Teams für den nationalen Dialog (Palestinian National Dialogue Team,) und des Athener Dialogs (Athens Dialogue) von Mitgliedern des Palästinensischen Nationalrats (PNC) und Knesset. Er war stellvertretender Vorsitzender des Palästinensischen Rates für Gerechtigkeit und Frieden (Palestinian Council of Justice and Peace) und Mitglied des Palästinensischen Legislativrats.
Im Kabinett Fayyad I wurde al-Maliki Informationsminister und offizieller Regierungssprecher. Außerdem war er von Juni 2007 bis August 2007 Justizminister. 2009 wurde er im Kabinett Fayyad II zum Außenminister (Minister of Foreign Affairs and Expatriates) ernannt. Er wurde erstmals im September 2007 zum Außenminister ernannt und ist der dienstälteste Außenminister der Palästinensischen Autonomiebehörde, nachdem er im Mai 2012 und im Oktober 2013 wieder ernannt wurde.

## Politische Ansichten

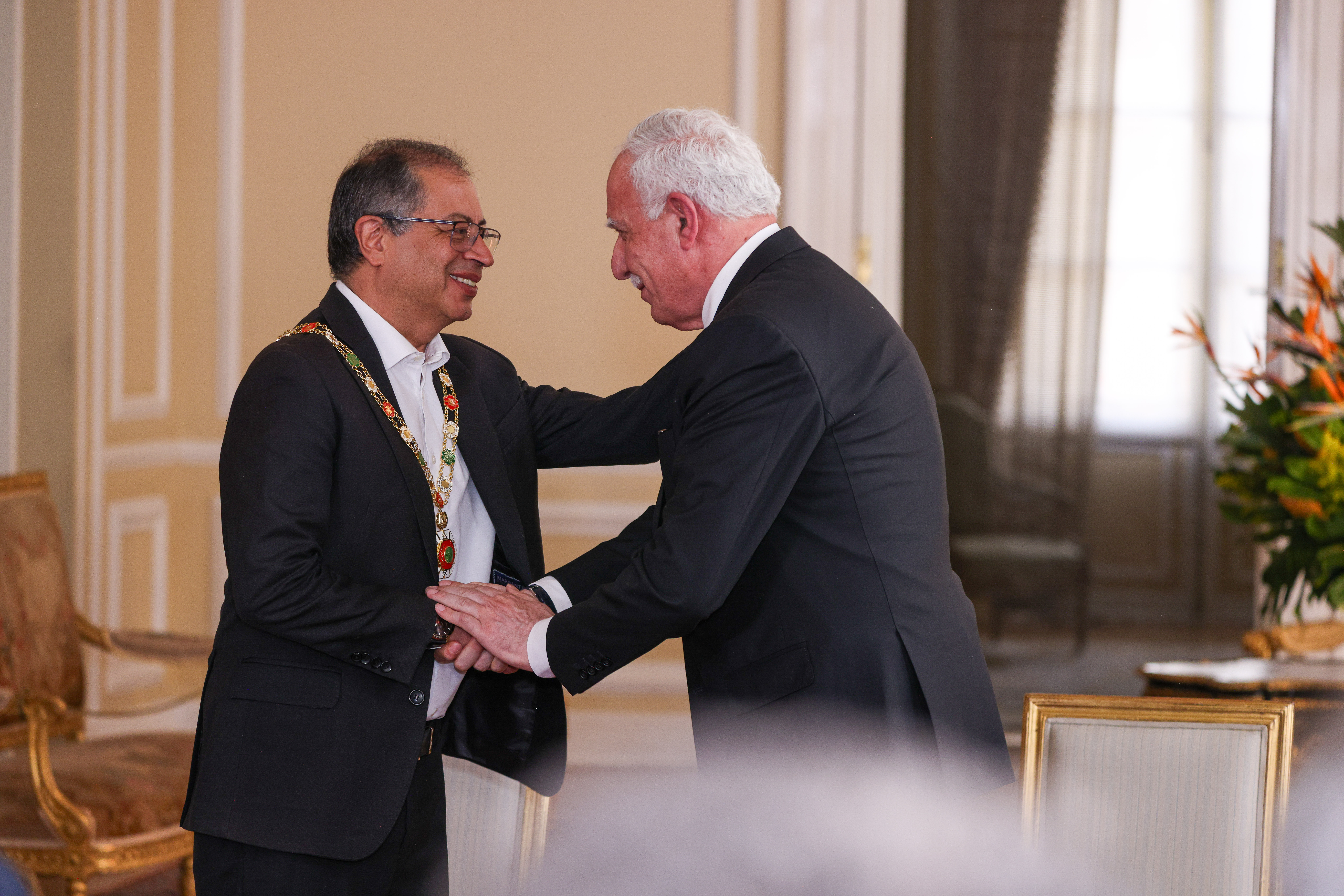
Außenminister Riyad al-Maliki verleiht den höchsten Verdienstordens des Staates Palästina, die „Große Collane des Staates Palästina“ an Kolumbiens Präsidenten Gustavo Petro, Casa de Nariño am 3. Juni 2024

Al-Maliki gilt als Befürworter der Zweistaatenlösung. So soll er am 29. März 2011 bei einem Vortrag vor dem Peres Center for Peace gesagt haben, dass es das Ziel sei, einen unabhängigen palästinensischen Staat neben dem Staat Israel zu haben: „Wir wollen als unabhängiger, souveräner Staat Palästina neben dem Staat Israel leben. Und wir wollen nicht Teil eines Staates mit Israel sein. Ein binationaler Staat ist eine Katastrophe für Israel und eine Katastrophe für uns.“
Im November 2020 traf er sich mit Heiko Maas in Berlin, um über die Entwicklung im Nahen Osten und die COVID-19-Pandemie zu diskutieren. Dabei sagte er, dass Deutschland eine zentrale Rolle bei der Friedenslösung im Nahen Osten einnehmen solle.

## Ehrungen und Auszeichnungen
- 2000 Europäischer Friedenspreis
- 2004 Friedenspreis der Region Lombardi, Italien
- 2004 Democracy Courage Award, Südafrika